# Live at Benaroya Hall
Live At Benaroya Hall es un álbum doble en vivo con canciones en versiones acústicas del grupo de rock estadounidense Pearl Jam. El concierto fue realizado en beneficio de la organización YouthCare.

## Canciones

### Disco 1
1. "Of the Girl" – 5:22
2. "Low Light" – 4:18
3. "Thumbing My Way" – 4:49
4. "Thin Air" – 4:25
5. "Fatal" – 3:49
6. "Nothing as It Seems" – 7:29
7. "Man of the Hour" – 3:58
8. "Immortality" – 6:18
9. "Off He Goes" – 5:53
10. "Around the Bend" – 5:37
11. "I Believe in Miracles" – 5:29
12. "Sleight of Hand" – 5:13
13. "All or None" – 7:42
14. "Lukin" – 2:07

### Disco 2
1. "Parting Ways" – 5:24
2. "Down" – 3:08
3. "Encore Break" – 0:49
4. "Can't Keep" – 3:15
5. "Dead Man" – 4:24
6. "Masters of War" – 6:06
7. "Black" – 7:41
8. "Crazy Mary" – 7:40
9. "25 Minutes to Go" – 4:43
10. "Daughter" – 6:30
11. "Encore Break" – 1:06
12. "Yellow Ledbetter" – 6:01

- Datos: Q1091427